# Jean-Pierre Grès
Jean-Pierre Grès (* 13. Januar 1949 in Signy-l’Abbaye) ist ein ehemaliger französischer Sprinter.
1971 wurde er bei den Leichtathletik-Europameisterschaften in Helsinki mit der französischen Mannschaft im Finale der 4-mal-100-Meter-Staffel disqualifiziert. 
Im selben Jahr wurde er Französischer Meister über 100 m. Seine persönliche Bestzeit über diese Distanz von 10,50 s stellte er am 21. Juli 1972 in Colombes auf.
Bei den Olympischen Spielen 1972 in München wurde er Siebter in der 4-mal-100-Meter-Staffel.